# سیارک ۲۱۵۲۰
سیارک ۲۱۵۲۰ (به انگلیسی: 21520 Dianaeheart، نامگذاری:1998KR55) بیست و یک هزار و پانصد و بیستمین سیارک کشف شده‌است که در ۲۳ مه ۱۹۹۸ کشف شد.
قدر مطلق سیارک برابر ۱۸.۶ است.